# Il processo del lunedì
Il processo del lunedì è stata una trasmissione televisiva italiana andata in onda sulle reti Rai dal 1980 al 2016, con diverse stagioni di pausa.
La trasmissione è stata ideata e condotta da Enrico Ameri su Rai 3 (fino al 1983 si chiamava Rete 3) Dopo due stagioni il testimone è passato ad Aldo Biscardi, che l'ha condotta fino al 1993 con la presentatrice Paola Perissi e l'opinionista fisso Jose Altafini. Successivamente Biscardi ha riproposto la formula su un'altra emittente con un titolo analogo (Il processo di Biscardi); contemporaneamente la Rai ha proseguito la messa in onda del programma con il titolo originale dal 1994 al 1997 e dal 2013 al 2016. Le ultime edizioni sono state condotte da Enrico Varriale con Andrea Delogu.
La trasmissione andava in onda il lunedì successivo a ciascuna giornata del campionato di calcio di Serie A.

## Storia

### Da Ameri a Biscardi
Il processo del lunedì nacque da un'idea del celebre radiocronista sportivo Enrico Ameri (Tutto il calcio minuto per minuto), il quale aveva pensato a una trasmissione per approfondire gli episodi più importanti scaturiti dalle partite della domenica. Inizialmente l'aveva proposto alla radio ma, ottenuto il rifiuto sia del GR1 che del GR2, si rivolse alla televisione. La neonata Rai 3 aveva un palinsesto con diversi spazi da coprire, e l'accordo fu raggiunto in breve tempo. Ameri condusse le prime due edizioni: il primo anno (1980-81) accanto a Novella Calligaris e il secondo (1981-82) con Marina Morgan, in cui appare per la prima volta Aldo Biscardi in cabina di regia. Al termine del secondo anno lasciò la conduzione al giovane Marino Bartoletti.
L'anno seguente iniziò l'era di Biscardi, con la cui conduzione il programma conobbe un periodo di popolarità dovuta al modo innovativo di affrontare il calcio alla televisione, non più utilizzando toni pacati e strettamente giornalistici, ma lasciando ampio spazio a discussioni spesso anche troppo accese, portando così le "chiacchiere da bar sport" in uno studio televisivo, che divenne una specie di "aula di tribunale" avente come unico giudice legittimato ad avere l'ultima parola lo stesso Biscardi. Sempre in quel periodo venne introdotto l'utilizzo della moviola, che alimentò i dibattiti più caldi di ogni puntata.

#### Le vallette
Il Processo del lunedì è stato caratterizzato da una presenza fissa femminile che affiancava il conduttore. Durante le varie stagioni si sono succeduti diversi volti, come Novella Calligaris (1980-1981), Marina Morgan (1981-1982), Jenny Tamburi e Gioia Re (1982-1983), Danila Caccia (1983-1984), Paola Perissi (1984-1986), Vanna Brosio (1986-1987), Stefania Falasconi (1987-1988), Michela Rocco di Torrepadula (1988-1989), Ana Maria Van Pallandt (1989-1990), Irene Mandelli (1990-1991), Alessandra Canale (1991-1992) e Mariella Scirea (1992-1993).

### La scissione
Dopo dieci anni, nel 1993, Biscardi lasciò la Rai ideando un programma con la stessa formula per TELE+ con il titolo leggermente modificato ne Il processo di Biscardi, e rivendicando gli anni trascorsi sulle reti pubbliche, tanto che furono contati nella numerazione che contraddistinse le edizioni future, tra le critiche della Rai.

### Le pause
Dopo un anno di pausa, nel 1994 la Rai ripropose il programma contrapponendolo al format esportato da Biscardi; la conduzione venne nuovamente affidata a Marino Bartoletti, affiancato da Gene Gnocchi. Dal 1995 la conduzione passò a Gigi Garanzini fino alla nuova chiusura del programma, avvenuta nel 1997.
Nel 2013, il programma venne riproposto su Rai Sport 1, per volere del nuovo direttore di Rai Sport, Mauro Mazza. Alla conduzione fu scelto Enrico Varriale, con la moviola di Carlo Longhi prima e di Tiziano Pieri poi. Dal 24 agosto 2015 il programma tornò su Rai 3, in seconda serata, ancora con Enrico Varriale ma con la partecipazione di Andrea Delogu, e Andrea Scanzi, Michele Dalai, Mara Maionchi e Cristiano Lucarelli come opinionisti. A fine stagione il neodirettore di Rai Sport Gabriele Romagnoli, in accordo con la direttrice di Rai 3 Daria Bignardi decise di chiudere definitivamente il programma in quanto il programma non rientrava nello stile del nuovo piano editoriale.